# Prêmio Albert Lasker de Pesquisa Médica Básica
O Prêmio Albert Lasker de Pesquisa Médica Básica é um dos prêmios Lasker, atribuído pela Fundação Lasker, para o entendimento, diagnóstico, prevenção, tratamento e cura de enfermidades.
Seu anúncio frequentemente precede o do Nobel de Fisiologia ou Medicina: aproximadamente a metade dos ganhadores recebe posteriormente um Prémio Nobel.[carece de fontes?]

## Laureados[1]
- 1946 Carl Ferdinand Cori
- 1947 Oswald Avery, Thomas Francis, Jr., Homer Smith
- 1948 Vincent du Vigneaud, Selman Waksman, René Dubos
- 1949 André Cournand, William Smith Tillett, Lauritz Royal Christensen
- 1950 George Beadle
- 1951 Karl Friedrich Meyer
- 1952 Frank Burnet
- 1953 Hans Krebs, Michael Heidelberger, George Wald
- 1954 Edwin Bennett Astwood, John Franklin Enders, Albert Szent-Györgyi
- 1955 Karl Paul Link, Carl John Wiggers
- 1956 Karl Friedrich Meyer, Francis Otto Schmitt
- 1957 Isaac Starr
- 1958 Francis Rous, Theodore Puck, Alfred Hershey, Gerhard Schramm, Heinz Fraenkel-Conrat, Irvine Page
- 1959 Albert Hewett Coons, Jules Freund
- 1960 Maurice Wilkins, Francis Crick, James Watson, James Neel, Lionel Penrose, Ernst Ruska, James Hillier
- 1962 Choh Hao Li
- 1963 Lyman Creighton Craig
- 1964 Renato Dulbecco, Harry Rubin
- 1965 Robert Holley
- 1966 George Palade
- 1967 Bernard Brodie
- 1968 Marshall Nirenberg, Har Khorana, William Frederick Windle
- 1969 Bruce Merrifield
- 1970 Earl Sutherland
- 1971 Seymour Benzer, Sydney Brenner, Charles Yanofsky
- 1974 Ludwik Gross, Howard Earle Skipper, Sol Spiegelman, Howard Martin Temin
- 1975 Roger Guillemin, Andrzej Schally, Frank James Dixon, Henry George Kunkel
- 1976 Rosalyn Yalow
- 1977 Sune Bergström, Bengt Samuelsson, John Vane
- 1978 Hans Walter Kosterlitz, John Pinnington Hughes, Solomon Halbert Snyder
- 1979 Walter Gilbert, Frederick Sanger, Roger Sperry
- 1980 Paul Berg, Herbert Boyer, Stanley Norman Cohen, Armin Dale Kaiser
- 1981 Barbara McClintock
- 1982 John Michael Bishop, Raymond Leo Erikson, Hidesaburo Hanafusa, Harold Varmus, Robert Gallo
- 1983 Eric Kandel, Vernon Mountcastle
- 1984 Michael Potter, Georges Köhler, César Milstein
- 1985 Michael Stuart Brown, Joseph Goldstein
- 1986 Rita Levi-Montalcini, Stanley Cohen
- 1987 Leroy Hood, Philip Leder, Susumu Tonegawa
- 1988 Thomas Cech, Phillip Allen Sharp
- 1989 Michael Berridge, Alfred Gilman, Edwin Krebs, Yasutomi Nishizuka
- 1991 Edward B. Lewis, Christiane Nüsslein-Volhard
- 1993 Günter Blobel
- 1994 Stanley Prusiner
- 1995 Peter Doherty, Jack Leonard Strominger, Emil Raphael Unanue, Don Craig Wiley, Rolf Zinkernagel
- 1996 Robert Furchgott, Ferid Murad
- 1997 Mark Ptashne
- 1998 Leland Hartwell, Yoshio Masui, Paul Nurse
- 1999 Clay Armstrong, Bertil Hille, Roderick MacKinnon
- 2000 Aaron Ciechanover, Avram Hershko, Alexander Varshavsky
- 2001 Mario Capecchi, Martin Evans, Oliver Smithies
- 2002 James Rothman, Randy Schekman
- 2003 Robert Gayle Roeder
- 2004 Pierre Chambon, Ronald Mark Evans, Elwood Vernon Jensen
- 2005 Ernest McCulloch, James Till
- 2006 Elizabeth Blackburn, Carol Greider, Jack Szostak: Pela predição e descobrimento do telômero, uma enzima contida no ARN, que sintetiza o final dos cromossomos, protegendo-os e mantendo a integridade do genoma
- 2007 Ralph Steinman: Pela descoberta da célula dendrítica, componente fundamental do sistema imunológico, que inicia e regula a resposta do corpo a antígenos estranhos
- 2008 Victor Ambros, David Baulcombe, Gary Ruvkun
- 2009 John Gurdon, Shinya Yamanaka[2]
- 2010 Douglas Coleman, Jeffrey Michael Friedman
- 2011 Franz-Ulrich Hartl, Arthur Horwich
- 2012 Michael Sheetz, James Spudich, Ronald Vale
- 2013 Richard Scheller, Thomas Südhof[3]
- 2014 Kazutoshi Mori, Peter Walter
- 2015 Stephen Elledge, Evelyn M. Witkin
- 2016 William Kaelin Jr., Peter J. Ratcliffe e Gregg L. Semenza
- 2017 Michael N. Hall
- 2018 C. David Allis, Michael Grunstein